# Oszáma bin Láden
Oszáma bin Láden, teljes nevén Oszáma bin Mohammed bin Avad bin Láden (arab betűkkel: أسامة بن محمد بن عوض بن لادن; Szaúd-Arábia, Rijád, 1957. március 10. – Pakisztán, Abbotábád, 2011. május 2.) szaúd-arábiai militáns iszlamista, az al-Káida terrorszervezet egyik alapítója.
Kezdetben a Szovjetunió ellen harcolt Afganisztán 1979-es lerohanása idején, majd az amerikai agressziót követően a Nyugat ellen fordult és 1996-ban és 1998-ban fetváiban felszólította a muzulmánokat, hogy addig öljenek meg amerikai egyesült államokbeli és a vele szövetséges országokból származó civileket és katonákat, amíg azok vissza nem vonják támogatásukat Izraeltől és ki nem vonulnak az általuk megszállt iszlám országokból. Az al-Káida vezetőjeként számtalan terrorakció fűződik a nevéhez. Ő állt az Egyesült Államok ellen elkövetett, 2995 áldozatot követelő 2001. szeptember 11-ei terrortámadások hátterében.
2011. május 2-án az amerikai haditengerészet egyik kommandós alakulata a pakisztáni otthonában rajtaütött és végzett vele.

## Jelentősége
Oszáma bin Ládenről feltételezik, hogy 1998-ban részt vett Dar es-Salaamban (Tanzánia) és Nairobiban (Kenya) az amerikai követség felrobbantásában. Szerepelt a tíz legkeresettebb bűnözőt tartalmazó FBI-listán (Ten Most Wanted Fugitives) is.
Igazán ismertté a 2001. szeptember 11-i terrortámadások tették, amelyekért vállalta a felelősséget. Ekkor már ő volt az első számú gyanúsítottja a Nairobiban elkövetett terrorakciónak is. Neve először a Clinton-kormányzat idején, Madeleine Albright külügyminiszter 1999-es sajtótájékoztatóján került a média figyelmébe.
2011. május 2-án egy pakisztáni rejtekhely ellen indított támadásban bin Ládent megölték. Barack Obama amerikai elnök azt mondta, hogy ez volt az addigi legjelentősebb esemény az al-Káida elleni harcban. Obama közölte: 2010 augusztusában jelentették neki, hogy feltehetően Oszáma bin Láden nyomára bukkantak, aki a hírszerzési jelentések szerint egy pakisztáni létesítményben bujkál. Megtervezték az akciót, hónapokig figyelték a búvóhelyet, majd Obama engedélyezte a célpont kiiktatását.

## A kezdetek
Oszáma bin Láden 1957-ben született a Szaúd-arábiai Rijádban. Apja Muhammad bin Láden, az 1930-as években Jemenből áttelepült építőipari mágnás volt, anyja, Allia Ganem pedig egy szíriai származású asszony, Muhammad több feleségének egyike. A családnak ötvenöt gyermeke született – huszonkét fiú és harminchárom lány –, a 18. gyermek volt Oszáma. Muhammad bin Láden 1967. szeptember 3-án hunyt el egy repülőgép-szerencsétlenségben, és az egykori szegény paraszt mintegy 300 millió dollárt hagyott örökségül – több milliárd dolláros összvagyonából – az akkor tízéves Oszáma bin Ládenre. A vagyonból rá eső részt Oszáma bin Láden sohasem használhatta teljesen szabadon, mert az a Láden-birodalom része maradt, miután 1994-ben befagyasztották számláit és visszavonták szaúdi állampolgárságát.
Nem kapott különösebben mély vallási nevelést és sohasem nélkülözött. A vallással kapcsolatos szélsőséges meggyőződése azonban már kamaszkorában is megvolt, tizenhat évesen egy iszlamista szervezet tagjává lett.
A fiú, amint megnyílt számára a lehetőség, Drezdába utazott, és mérnöki tanulmányokba kezdett az egyetemen (az afganisztáni háború miatt azonban végül soha nem fejezte be tanulmányait, pedig már csak egy szemesztere hiányzott a diplomáig). 1973-ban átvette a családi építőipari vállalkozás irányítását, közben pedig kapcsolatépítésbe kezdett a különböző szélsőséges muzulmán csoportokkal. Maga is hat nőt vett feleségül (ezek közül a másodiktól és az ötödiktől elvált) – az első házasságát tizenhét évesen kötötte –, akiktől legalább húsz gyermeke született.

## Feleségei és gyermekei
1. Nadzsva Ganem (1958-). Házasságkötés: 1974; gyermekeik:
- Abdullah (Szaúd-Arábia, Dzsidda 1976-)
- Abdul Rahman (Szaúd-Arábia, Dzsidda 1978-)
- Szaad (Szaúd-Arábia, Dzsidda 1979-)
- Omar (Szaúd-Arábia, Dzsidda 1981-)
- Oszman (Szaúd-Arábia, Dzsidda 1983-)
- Mohamed (Szaúd-Arábia, Dzsidda 1985-)
- Fatima (Szaúd-Arábia, Medina 1987-)
- Iman (Szaúd-Arábia, Dzsidda 1990-)
- Ladin (más néven Bakr) (Szaúd-Arábia, Dzsidda 1993-)
- Ruhaija (Afganisztán, Dzsalalabad 1997-)
- Nour (Szíria, Latakia 1999-).

2. Hádidzsa Sarif (1948-). Házasságkötés: 1983, válás: 1993; gyermekeik:
- Ali (Szaúd-Arábia, Dzsidda 1985-)
- Amer (Szaúd-Arábia, Dzsidda 1990-)
- Ajsa (Szudán, Kartúm 1992-).

3. Hairiah Szabar. Házasságkötés: 1985; gyermekük:
- Hamza bin Láden (Szaúd-Arábia, Dzsidda 1989-).

4. Sziham Szabar. Házasságkötés: 1987; gyermekeik:
- Kadzidzsa (Szaúd-Arábia, Dzsidda 1988-)
- Halid (Szaúd-Arábia, Dzsidda 1989 - Pakisztán, Abbotábád, 2011)
- Miriam (Szaúd-Arábia, Dzsidda 1990-)
- Szumaija (Szudán, Kartúm 1992-).

5. házasságát 48 órán belül érvénytelenítették, a feleség kilétét és a válás okát homály fedi.
6. Amal Ahmad Abdul Fattah (1984-). Házasságkötés: 2000; gyermekeik:
- Szafia (Afganisztán, Kandahár 2001-)
- Aisa (Pakisztán, Haripur 2003-)
- Ibrahim (Pakisztán, Haripur 2004-)
- Zainab (Pakisztán, Abbottábád 2006-)
- Huszain (Pakisztán, Abbottábád 2008-).

## Harcban a Szovjetunióval
1979. december 26-án a szovjet csapatok megszállták Afganisztánt, tíz évig tartó véres harcokat indítva az országban. A térségben élő fiatal iszlamista generáció, köztük bin Láden is, az események hatására háborúba kezdett a megszállók ellen. Bin Láden Afganisztánba utazott, hogy részt vegyen a szovjetek elleni harcban, amelyet azóta is úgynevezett „szent dzsihádnak” neveznek.
Az iszlám jog megkülönbözteti a támadó és védekező dzsihádot. A jogi hagyomány szerint a támadó dzsihád megváltható helyettesekkel vagy anyagi javakkal, ellenben a védekező dzsihád, mely minden esetben az iszlám fennhatósága alá eső területek védelmét szolgálja, minden muszlim hitű lakos megtagadhatatlan kötelessége. Ez utóbbi elv szolgált alapul Oszáma bin Láden ideológiájának kialakításához is.
A háborúban bin Láden egy iszlamista fiatalokból álló, húszezer fős alakulatot állított fel, amelynek tagjait a világ több országából toborozta, elsősorban arab országokból, a Közel-Keletről, vagy a Maghrebből, de akadtak között más ázsiai vagy európai országok muszlimjai is. A harc a megszálló Szovjetunió és a helyi kommunisták, valamint a helyi felkelők és iszlamisták között zajlott, de az afgán ellenzéket ekkor az Amerikai Egyesült Államok is támogatta. A Szovjetunió végül 1989-ben kivonta a csapatait Afganisztánból.
A nemzetközi ismertséget, főleg az iszlamisták között, az afganisztáni események hozták meg bin Láden számára. A nyolcvanas évek végén elismert nemzeti hősként tért vissza Szaúd-Arábiába, ahol ismét az üzleti élettel foglalkozott. Az öbölháború után politikai nézetei megváltoztak: míg Afganisztánban szívesen vette az amerikai segítséget, addig 1991-ben felháborodott azon, hogy Szaúd-Arábia a Kuvaitot védő Amerika oldalára állt Irakkal szemben (Szaddám Husszein ekkor a szaúdi határokat fenyegette, és bár Oszama felajánlotta segítségét és mudzsahid katonái szolgálatát az ország védelmének érdekében, a király visszautasította őt az amerikai segítséggel szemben). Ekkor fordult szembe az Amerikai Egyesült Államok hadseregével, és tulajdonképpen magával az Amerikai Egyesült Államokkal. Az iszlámista dzsihád itt is érvényesült: Bin Laden szerint azzal, hogy az Egyesült Államok megtámadta Irakot, az iszlám államokat védekezésre késztette, ami minden muszlim hitű ember megtagadhatatlan kötelessége.
1988 augusztusában megalapította az al-Káida (eredetileg al-Kaida al- Aszkaridzsa: katonai bázis) nevű szervezetet, amely azonban egyelőre nem Amerika ellen, hanem az iszlám vallás és az iszlám országok védelmében létezett. A szervezet arab neve magyarul „A bázis”-t jelenti, miközben az al-Kaid szó jelentése „A Vezér”. A központot Afganisztánban, Pesavarban állították fel, s a szervezet hamarosan világméretű iszlamista hálózattá vált, amelynek egyes feltételezések szerint közel hatvan országban vannak tagjai. Az 1990-es évek elején Boszniában és Csecsenföldön is feltűntek Oszáma bin Láden emberei.

## Az Amerikai Egyesült Államok ellen
1991-ben az Amerikai Egyesült Államok vezette szövetséges erők katonai akciót indítottak az Irak által egy évvel korábban megszállt Kuvait felszabadítására. Bin Láden ekkor újra szent dzsihádot hirdetett, most az Amerikai Egyesült Államok ellen, mivel az amerikai csapatok a szülőföldjén, Szaúd-Arábiában is katonai bázisokat állítottak fel. 1992-ben visszatért Szaúd-Arábiába, ám egyiptomi és algériai szélsőséges csoportok támogatása miatt bevonták az útlevelét. Ekkor Szudánba költözött. Mivel az iszlámisták által szervezett szabadságharc nem vezetett eredményre, radikálisabb eszközökhöz folyamodtak. Folytonos fenyegetettség rémével tartották félelemben a megszálló országokat, majd végül 1993. február 26-án az al-Kaida robbantásos merényletet követett el a New York-i World Trade Center mélygarázsában. A terrorakcióban hatan meghaltak, s mintegy ezer ember megsebesült.
Az ENSZ nyomására a szudáni hatóságok 1996-ban kiutasították az országból bin Ládent, aki ekkor visszatért Afganisztánba (először Szaúd-Arábiának szerették volna kiadni, de az ottani kormány félt, hogy zúgolódásokat okozna, ha egy még mindig hősként tisztelt személy kerülne bíróság elé; ezek után felmerült a kiadatás Amerikának is, de itt még nem tudtak volna hivatalos vádat emelni ellene). Ugyanazon év szeptemberében a pakisztáni támogatású iszlamista csoport, a tálibok vették át az irányítást az ország fővárosában, Kabulban. Az iszlamista vezetés a következő hat év alatt az ország kilencven százalékát ellenőrzése alá vonta. 1998 augusztusában az al-Kaida merényleteket követett el különböző afrikai országokban lévő amerikai fennhatóságú nagykövetségek ellen. Válaszul az Amerikai Egyesült államok hadserege támadást intézett bin Láden afganisztáni és szudáni kiképzőbázisai ellen. A tanzániai és kenyai robbantások miatt egy New York-i bíróságon vádat emeltek bin Láden ellen, az FBI pedig felvette őt a tíz leginkább keresett bűnöző listájára. 2000-ben az al-Kaida egyik tagja öngyilkos merényletet követett el egy Jemenben állomásozó amerikai hadihajó ellen.

## 2001. szeptember 11.
2001. szeptember 11-én az al-Kaida minden korábbinál nagyobb terrorakciót követett el az Amerikai Egyesült Államok területén: tagjai két eltérített amerikai utasszállító repülőgépet vezettek a New York-i Világkereskedelmi Központ ikertornyaiba, egyet pedig a Pentagon központi katonai támaszpontjába. A negyedik eltérített gép lakatlan területen zuhant le Pennsylvaniában, így nem érte el a negyedik célpontot. A merényletekben közel háromezer ember vesztette életét.
A hatóságok Oszáma bin Ládent nevezték meg a támadások gyanúsítottjaként, és 25 millió dolláros vérdíjat tűztek ki a fejére. A terrorcselekmény következményeként 2001. október 7-én az Amerikai Egyesült Államok invázióba kezdett Afganisztán ellen, amelynek eredeti célja a tálib vezetés elűzése és bin Láden kézre kerítése volt. Bin Láden ekkor üzent először a híveinek videóüzenetben az al-Dzsazíra televízión keresztül, további támadásokkal fenyegetve meg Amerikát. Későbbi üzeneteiben a terroristavezér vegyi és nukleáris fegyverek bevetését is kilátásba helyezte. A 2001. szeptember 11-i eseményekkel kapcsolatban Bin Ládent soha nem vádolták meg hivatalosan, habár vállalta értük a felelősséget.
Az afganisztáni ellenzék 2001. december 7-én átvette az irányítást Kandahárban, a tálib mozgalom fellegvárában. Az ott tartózkodó bin Láden az ország keleti felén fekvő Tora Bora hegységbe menekült, s az Egyesült Államok ekkor hosszú időre szem elől tévesztette őt. Különböző információk láttak napvilágot arról, hogy Afganisztánban, Iránban és Pakisztánban is látták, de többször felröppent az a hír is, hogy betegségben vagy fegyveres összecsapásban életét vesztette.
2003. március 20-án az Egyesült Államok újabb háborút indított Irak ellen. A következő mintegy hét év során Bin Láden számos közleményben és videóüzenetben jelezte, hogy elítéli az iraki és az afganisztáni háborút, valamint további terrortámadásokat helyezett kilátásba.

## Az al-Kaida által elismert terrortámadások 1992–2008 között
- 1992. december 29. Jemen, Áden: két hotel mellett bomba robban, azonban a Szomáliába induló amerikai katonák helyett két osztrák turista veszti életét.
- 1993. október 3-4. Szomália: szomáliai milicisták lelőnek két amerikai Black Hawk helikoptert, 18 amerikai katona szerez halálos sérüléseket.
- 1996. június 25. Szaúd-Arábia, Dahran: merénylet a Khobar-tornyok ellen (amerikai katonai szállás), 19-en halnak meg.
- 1998. augusztus 7. Kenya és Tanzánia: autóba rejtett bombák robbannak az amerikai nagykövetségek előtt, több, mint 222 afrikai vesztette életét.
- 2000. október 12. Jemen, Áden: két öngyilkos merénylő az öbölben állomásozó amerikai USS Cole hadihajónak vezet egy kishajót, 17 amerikai matróz halt meg a támadásban.
- 2001. szeptember 11. Amerikai Egyesült Államok, New York, Washington és Pennsylvania: 19 al-Kaida tag 4 utasszállító repülőgépet térít el, ebből kettő a new york-i World Trade Center, egy pedig a Pentagon épületének ütközik. A negyedik gépet az utasok "megmentik", így egy pennsylvaniai mezőn zuhan le. Hivatalos adatok szerint 2986 áldozata volt a merényletnek.
- 2002. február 1. Pakisztán, Karacsi: Daniel Pearl újságírót elrabolják és lefejezik.
- 2002. április 11. Tunézia, Dzserba-sziget: egy gázzal teli tartálykocsival felrobbantják a fribai zsinagógát, 21 a halálos áldozatok száma.
- 2002. október 12. Indonézia, Bali:öngyilkos merénylők és autókba rejtett bombák 202 ember halálát okozzák.
- 2002. november 28. Kenya, Mombasa: a Paradise Hotel előtt bomba robban, 16-an halnak meg.
- 2003. május 12. Szaúd-Arábia, Rijád: külföldi országok és amerikai hivatalok számára fenntartott szállásokon robban bomba, 34 halálos áldozatot követel.
- 2003. május 16. Marokkó, Casablanca: öngyilkos merénylők okozzák összesen 33 ember halálát egy spanyol étteremben, egy hotelben, egy zsidó központban és a belga konzulátuson.
- 2003. augusztus 5. Indonézia, Dél-Jakarta: a JW Marriott Hotel előtt autóba rejtett bomba robban, 12-en halnak meg.
- 2003. november 15-20. Törökország, Isztambul: négy autóba rejtett bomba robban fel a zsidó zsinagóga előtt, az áldozatok száma 57.
- 2003-2008. Irak: az országot több száz támadás éri, több ezren vesztik életüket.
- 2004. március 11. Spanyolország, Madrid: összesen 10 bomba robban fel személyvonatokon, több, mint 190-en meghalnak a merényletben.
- 2004. május 29. Szaúd-Arábia, Khobar: az Oázis épületegyüttes olajipari érdekeltségű területein 4 öngyilkos merénylő robbant, 22-en halnak meg a támadásban.
- 2004. június 18. Szaúd-Arábia: Paul Johnsont elrabolják és lefejezik.
- 2005. július 7. Anglia, London: négy öngyilkos merénylő támadja meg a metróhálózatot, 53-an halnak meg.
- 2005. november 9. Jordánia, Ammán: három amerikai franchise hotelben bomba robban, a támadásnak 57 halálos áldozata van.
- 2007. április 11. Algír: a rendőrőrsön és a miniszterelnöki hivatalban bomba robban, 33-an vesztik életüket.
- 2008. június 2. Pakisztán: autóban rejtett bomba robban a dán nagykövetség épülete előtt, az áldozatok száma 6.

## Ellentmondásos politikai kapcsolatok
A 2004-ben bemutatott Fahrenheit 9/11 című dokumentumfilm, amelyet az Oscar-díjas Michael Moore rendezett, az Oszáma bin Láden terrorszervezete által elkövetett 2001. szeptember 11-i terrortámadást veszi célba, többek között a Bush-adminisztráció külpolitikájával és a bin Láden családdal összefüggésben. A film bemutatja a terrortámadást és annak egy lehetséges értelmezését, és az eseményeket egyértelműen kapcsolatba hozza Oszáma bin Ládennel és a bin Láden család politikai kapcsolataival. Michael Moore a filmben kifejti, hogy milyen szoros baráti és üzleti szálak fűzték a Bush-családot és üzlettársaikat a szaúd-arábiai királyi családhoz, valamint a bin Láden-családhoz, köztük Oszáma bin Ládenhez, aki ekkor már a World Trade Center elleni terrortámadás első számú gyanúsítottja volt.
A film által felvázolt elmélet szerint Oszáma bin Láden és családja politikai és üzleti kapcsolataik révén is érdekelt volt a terrorcselekményben. A Carlyle Csoport az éves befektetői konferenciáját szeptember 11-én tartotta a washingtoni Ritz Carlton hotelben. A találkozón minden Carlyle-partner jelen volt, így James Baker, John Major, továbbá George H. W. Bush, aki szeptember 11-én reggel eltávozott a megbeszélésről. Shafi bin Laden, aki Oszama Bin Laden féltestvére, azért érkezett erre a konferenciára, hogy a családja Carlyle-os befektetéseit ellenőrizze. A film tanúsága szerint együtt, egy szobában nézték végig, ahogy a repülők a tornyoknak ütköznek, majd ezek után a bin Laden család beruházást eszközölt az egyik védelmi alapjukba. Mindeközben a féltestvére, Oszáma bin Láden, aki már az amerikai kormány által körözött terrorista volt, merényletet követett el a World Trade Center és a Pentagon ellen.
Amíg az Amerikai Egyesült Államok érdekeit szolgálta Oszáma bin Láden, aki a Tálibok oldalán harcolt az Amerika-ellenes kormányerőkkel szemben, addig őt a kormányzat szabadságharcosként kezelte. Rögtön terroristának minősítették azonban, amikor ugyanazt a harcot folytatta a megszálló amerikaiakkal szemben. Amerika barátjaként kezelték, amíg Szaddám Huszein hatalmon volt és fegyvert adott azoknak az irakiaknak, akik harcolni akartak az elnyomókkal. Amerika ellen is ugyanazoknak az irakiaknak adott el fegyvert, akik harcolni akartak az elnyomóikkal, csak – egyes feltételezések szerint – ezzel már a Bush-kormányzat érdekeit is sérthette.

## A bujkálással töltött évek

### Bin Láden özvegyének vallomása
The New York Times számolt be a 2012. január 19-ei keltezésű rendőri jelentésben szereplő vallomás alapján a 2001-2011 közötti időszakról. A vallomást Amal Ahmad Abdul Fattah, bin Láden felesége tette, aki maga is megsérült a ház ostromakor. Fattah 2000-ben egyezett bele abba, hogy Oszama bin Laden felesége legyen, mivel "az volt a vágya, hogy mudzsahedhez menjen feleségül". Az év júliusában Karacsiba repült, hónapokkal később pedig Afganisztánba ment, hogy egy Kandahár melletti birtokon lévő hadiszállásán csatlakozzon bin Ládenhez és két másik asszonyhoz: Karia Husszain Szabir és Sziham Sarifhoz.
A rendőrségi beszámoló szerint Fattah 2002-ben Karacsiból Pesavárba, Kiber Paktunkva tartomány fővárosába ment, ahol újból csatlakozott a férjéhez. A bin Láden utáni amerikai hajsza teljes erővel folyt, és a kutatást a pakisztáni-afganisztáni határkörzetre összpontosították.
Bin Láden Északnyugat-Pakisztán hegyei közé vitte családját, elkerülve a törzsi övezetet, ahová a nyugati figyelem szegeződött. Először Sangla körzetben, Svatban tartózkodtak, mintegy 130 kilométerre északnyugatra Iszlámábádtól, és két különböző házban nyolc-kilenc hónapot töltöttek.
2003-ban Haripurba, egy Iszlámábádhoz közelebb lévő kis városba költöztek, és két évig laktak egy bérelt házban. Fattah ott szülte meg 2003-ban Asia lányát és 2004-ben Ibrahim nevű fiát. A szülésre a kormány által fenntartott kórházban került sor, ahol a rendőrségi beszámoló szerint csak „nagyon rövid időt, 2-3 órát töltött...”. Egy másik dokumentum szerint hamis személyi okmányokat mutatott a személyzetnek.
Végül 2005-ben Fattah elbeszélése szerint bin Láden családjával a Haripurtól mintegy 30 kilométerre keletre lévő Abbotábádba költözött, ahol az asszony még két gyereket szült: Zainabot 2006-ban és Huszaint 2008-ban. A vallomás szerint a svati, haripuri és abbotabádi házat pastu vendéglátóik – egy testvérpár, Ibrahim és Abrar – bocsátották a rendelkezésükre, akiknek a családjai is velük voltak. Az Ibrahim név vélhetően a Pakisztánban született, de Kuvaitban felnőtt Abu Ahmed al-Kuvaitit takarja, aki futárként tartottak a hírszerzők számon.

### A pakisztáni kormány jelentése
A pakisztáni kormány bin Láden halála után vizsgálatot rendelt el az ügyben. Az ún. Abbotábádi Bizottság 336 oldalas jelentését 200 szemtanú és megkérdezett, köztük magas rangú katonai vezetők és a három özvegy kikérdezésével állították össze. 2013 júliusában az al-Dzsazíra megszerezte a dokumentumot.
Eszerint bin Láden 2002 elején érkezhetett az országba. Eleinte Dél-Vazirisztánban vagy Bazsurban bujkált, majd 2002 közepén Pesavárból a Szvat-völgybe költözött egyik megbízható futárjához. 2003 márciusában elköltözött, majd Haripurban élt 2 évig a családjával. Abbotábádban 2004-ben vettek telket, 2005-re építették fel a magas fallal körülvett két szintes házat. Ekkor odaköltözött családjával és megbízható embereivel.
A terroristavezérnek menekülése közben több gyermeke született, de különféle trükkökkel megúszták, hogy lelepleződjön. A kémműholdak elleni védekezésből cowboykalapban járkált az udvaron. Bin Láden fokozatosan elszegényedett, családja pedig szigorú iszlám előírások szerint élt.

## Halála
2011. május 1-jén, washingtoni idő szerint 23:30-kor Barack Obama amerikai elnök bejelentette, hogy pakisztáni idő szerint május 2-án hajnalban az amerikai erők megölték Oszáma bin Ládent a pakisztáni Abbotábád városban, egy negyven percig tartó tűzharc során. Az összecsapás Bin Láden aktuális tartózkodási helyén történt, ahol a csapatok hosszú előzetes tervezés után lerohanták búvóhelyét. Az akciót a Navy SEALs-nek, az Amerikai Haditengerészet különleges egységének 25–40 tagja hajtotta végre, akik korábban többször is elpróbálták az egész műveletet. A tűzharc során bin Ládent fejlövés érte; rajta kívül a támadók megöltek három másik férfit, a terroristavezér egyik fiát (a húszéves Halilt), egy futárját és a futár testvérét, valamint egy nőt. Bin Láden legfiatalabb feleségét lábon lőtték.
Bin Láden holttestét az amerikai egységek magukkal vitték az Arab-tengeren járőröző USS Carl Vinson repülőgéphordozó fedélzetére. A genetikai vizsgálat igazolta, hogy a halott valóban Oszáma bin Láden. A holttestet ezután a muszlim szokások tiszteletben tartásával a tengerbe temették. A pontos helyszínt az amerikaiak titokban tartják, hogy ne váljon zarándokhellyé.

## Nevének írása
Neve klasszikus vokalizáció alapján Uszáma ibn Ládin (tudományosan Usāma ibn Lādin) lenne, de gyakran találkozni félig vagy nem magyarosított névalakjaival is (pl. Osama bin Laden és Oszama bin Laden).